# Parafia Świętych Apostołów Piotra i Pawła w Uściu Solnym
Parafia pw. Świętych Apostołów Piotra i Pawła w Uściu Solnym – parafia rzymskokatolicka znajdująca się w diecezji tarnowskiej w dekanacie Uście Solne. Erygowana w 1360. Prowadzona jest przez księży diecezjalnych.